# Burr (Nebraska)
Pour les articles homonymes, voir Burr.
Burr est un village du comté d'Otoe, dans l'État du Nebraska, aux États-Unis. En 2020, il comptait une population de 52 habitants.